# メタバース婚活
メタバース婚活（メタバースこんかつ）は、メタバース（英：metaverse）というコンピュータの中に構築された仮想空間を活用して、結婚に向けた出会いや交流を促す結婚活動サービスを指す。日本の20代30代等の結婚離れ傾向や少子化問題を解決する策の一つとして、2022年後半より利用実績が増え始めている。他にアバター婚活、略してメタ婚と呼ばれることもある。

## 概要
メタバース空間に入って、アバターという自分の分身キャラクターを使って、インターネット上で１対１で対話をしたり、複数の人と交流をすることで、相性を確認して、交際へつなげていくことを目的とした婚活。自分の顔は出さずに、生の声とアバターの動きだけで、対話をして相性を確かめていく意味で、内面重視、性格重視、フィーリング重視と言われる。
なお、メタバースは、インターネットに接続できる環境でパソコンまたはタブレット、スマホなどで利用デバイスは様々あり、アプリをダウンロードするタイプや、ブラウザで利用できるタイプ、専用のゴーグルを必要とするタイプなど、必要な機材も様々である。
メタバース婚活の主なメリットやデメリットとして以下のような点があげられている。メリットは、「外見で判断されることがない」「時間・場所を問わずにコミュニケーションを楽しめる」「メタバース上で交流するためトラブルが発生しにくい」、「外見ではなく内面を重視した出会いを求められる」「時間やコストを抑え、気軽に参加できる」「運営元による手厚いサポートがある」等。一方、デメリットは、「実際に会うまでの時間が長い」「メタバース特有のコミュニケーションに慣れるまで時間がかかる」「利用する人がまだまだ少ない」こと、注意点としても「参加する際には、個人情報である住所・連絡先などをむやみに話さないようにすることも大切なポイント」、「リアルで対面するまでに時間がかかる」「メタバース特有のコミュニケーション方法に慣れる必要がある」「参加前に運営元をきちんと確認する」といった注意点があげられている。

## 背景・歴史
男女の合コン・コンパや街コンなどは、従来、異性が出会う場だったが、2020年のコロナ禍でリアルで出会う場が大幅に減った。また、リモートワークなど仕事や生活スタイルの変化等もあり、価値観も多様化し、若者の結婚離れ・少子化の加速化も懸念されている。
こども家庭庁の令和6年度 「若者のライフデザインや出会いに関する意識調査」からも、未婚者の約8割が「結婚という形を取らないことも選択肢の一つだ」、未婚者の約30％が結婚へのハードルとして「そもそも出会いの場所・機会がない」と回答していることや、内閣府の令和3年度人生100年時代における結婚・仕事・収入に関する調査報告書から「20〜60代の男女が結婚相手に求める点として「価値観が近い」ことが約60%を占め、半数以上の人が内面的な要素を重視している」とのこと。
これらの調査結果から、結婚相手に求めるものは内面的なものであるにも関わらず、そもそも出会いの場が少ない、もしくは外見重視の出会いしかないという状況が「結婚したいけど出会えない」というギャップを生み出しているという指摘もある。その点、メタバース婚活ではアバターを使用するため、外見にとらわれず、相手の内面を重視した理想のパートナー探しができるという声もある。
こうした中、メタバース婚活が日本で始まったのは、公開情報によると、2022年6月に一般社団法人NA-Cord協会（2023年3月一般社団法人メタバース婚活協会へ名称変更）が、GAIA LINK社（メタバース「Virbela」日本公式販売代理店）で開催したプレパーティーとのこと。その後、少子化対策として一部の地方自治体の中でも導入が始まり、サービス提供会社も増えてきている。例えば、2023年11月に株式会社FlamersはVR婚活イベントを発表し、日本旅行株式会社やIBJ株式会社も2024年6月から本格参入を発表している。2024年5月および8月には一般社団法人メタバース婚活協会もパーソルイノベーション株式会社・パーソルマーケティング株式会社との連携を発表している。なお、自治体によっては、自組織で運営をするところや地元企業に依頼して実施しているところもある。

## 自治体の利用実績
- 2022年12月 山梨県 北杜市 八ヶ岳定住自立圏[11]
- 2022年11月 千葉県 かずさ（木更津市・君津市・富津市・袖ケ浦市）職員向け[12]
- 2023年 2月 山形県 村山市[13]
- 2023年 3月 千葉県 かずさメタ婚（木更津市・君津市・富津市・袖ケ浦市）住民向け[14]
- 2023年 7月 山梨県 北杜市 八ヶ岳定住自立圏[15]
- 2023年 7月 島根県 出雲市[16]
- 2023年 9月 山形県 庄内町[17]
- 2023年10月 三重県 桑名市[18]
- 2023年11月 千葉県 木更津市[19]
- 2023年11月 京都府京都市[6]
- 2023年12月 山梨県 北杜市 八ヶ岳定住自立圏[20]
- 2024年 1月 埼玉県北部地域（本庄市・熊谷市・深谷市他4町）[21]
- 2024年 1月 奈良県 宇陀市[22]
- 2024年 2月 三重県 桑名市[23]
- 2024年 3月 茨城県日立市[24]
- 2024年 3月 [富山県 朝日町[25]
- 2024年 6月 山梨県 北杜市[26]
- 2024年 6月 長野県 茅野市[27]
- 2024年 6月 長野県 中野市[28]
- 2024年 7月 島根県 出雲市第2章[29]
- 2024年 7月 山形県庄内総合支庁第1回（鶴岡市・酒田市・庄内町・遊佐町・三川町）[30][31]
- 2024年 8月 富山県 入善町[32]
- 2024年 8月 山形県  村山市[33]
- 2024年 9月 山梨県  北杜市[26]
- 2024年 9月 千葉県第1回[34]
- 2024年 9月 奈良県奈良市第1回[35][36]
- 2024年10月 三重県 桑名市[37]
- 2024年10月 千葉県 四街道市[38]
- 2024年11月 静岡県 袋井市[39]
- 2024年11月 千葉県第2回[40]
- 2024年11月 長崎県 雲仙市[41]
- 2024年11月 山形県庄内総合支庁第2回[33]
- 2024年11月 富山県 朝日町[42][43]
- 2024年12月 島根県 出雲市・雲南市[44]([45]
- 2024年12月 奈良県奈良市第2回[46]
- 2024年12月 - 2025年2月 愛媛県第1回〜第3回[47]
- 2025年1月 山梨県 北杜市[26]
- 2025年1月 千葉県第3回[48]
- 2025年2月 愛知県 岩倉市[49]
- 2025年3月 山形県 村山市[50]